# Жерюзе, Эжен
Эжен Жерюзе (фр. Nicolas Eugène Géruzez, 6 января 1799 года — 29 мая 1865 года) — французский историк литературы. Окончил Пансионат нормаль в 1819 году, позднее был профессором в Сорбонне.
Кроме целого ряда распространённых руководств по истории литературы, весьма ценятся его:
- «Histoire de l'éloquence politique et religieuse en France au XIV, XV et XVI siècles» (1837—1838);
- «Essais sur l'éloquence et la philosophie de saint Bernard» (1839);
- «Essais de littérature française» (4 изд., 1883);
- «Histoire de la littérature française dépuis ses origines jusqu'à la Révolution» (15 изд., 1882) — главный его труд, к которому примыкает «Histoire de la littérature française pendant la Révolution» (6 изд., 1877);
- «Mélanges et pensées» (1866) изданы после его смерти, с введением Прево-Парадоля.